# Iglesia del Santissimo Crocifisso

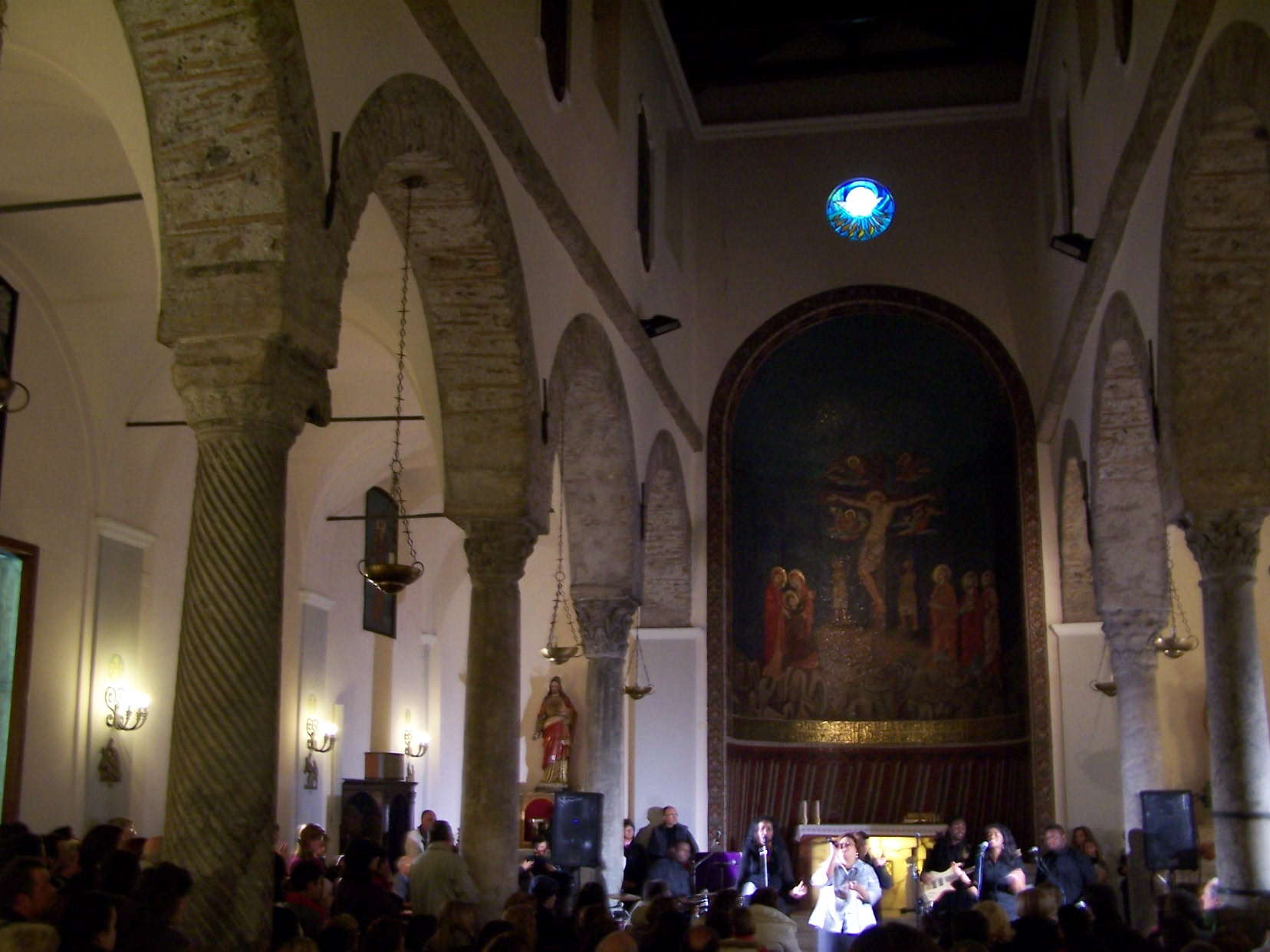
Interior de la "Chiesa del SS. Crocifisso" en Salerno

La Iglesia del Santissimo Crocifisso (en italiano: Chiesa del SS. Crocifisso) es una antigua iglesia medioeval, que se encuentra en la periferia oriental del centro histórico de Salerno (en el sur de Italia).

## Características
La iglesia del Santissimo Crocifisso se encuentra en la Via dei mercanti (calle de los mercaderes), la principal vía comercial del centro histórico de Salerno.
Tomó su nombre en 1879 porque en ella se custodia una cruz de madera, realizada en el siglo XVIII, y que luego fue trasladada al museo diocesano.
En la cripta de la iglesia hay también un fresco que representa la Crucifixión. La cripta es anterior al año 1000 y tiene referencias al estilo longobardo.

## Elementos artísticos
La iglesia es anterior al siglo XIII y se llamaba iglesia de Santa Maria della Pietà di Portanova o Santa Maria delle Neve. Estaba junto al contiguo monasterio del mismo nombre, no muy lejos de la Catedral de Salerno y constan datos sobre ella desde 1140, momento en que fue donada al arzobispo por parte del hijo del conde Landone; luego quedó asociada al monasterio de san Benito. Cuando la iglesia de san Benito se unió con la de Portanova, esta última tomó el nombre del Santísimo Crucifijo.

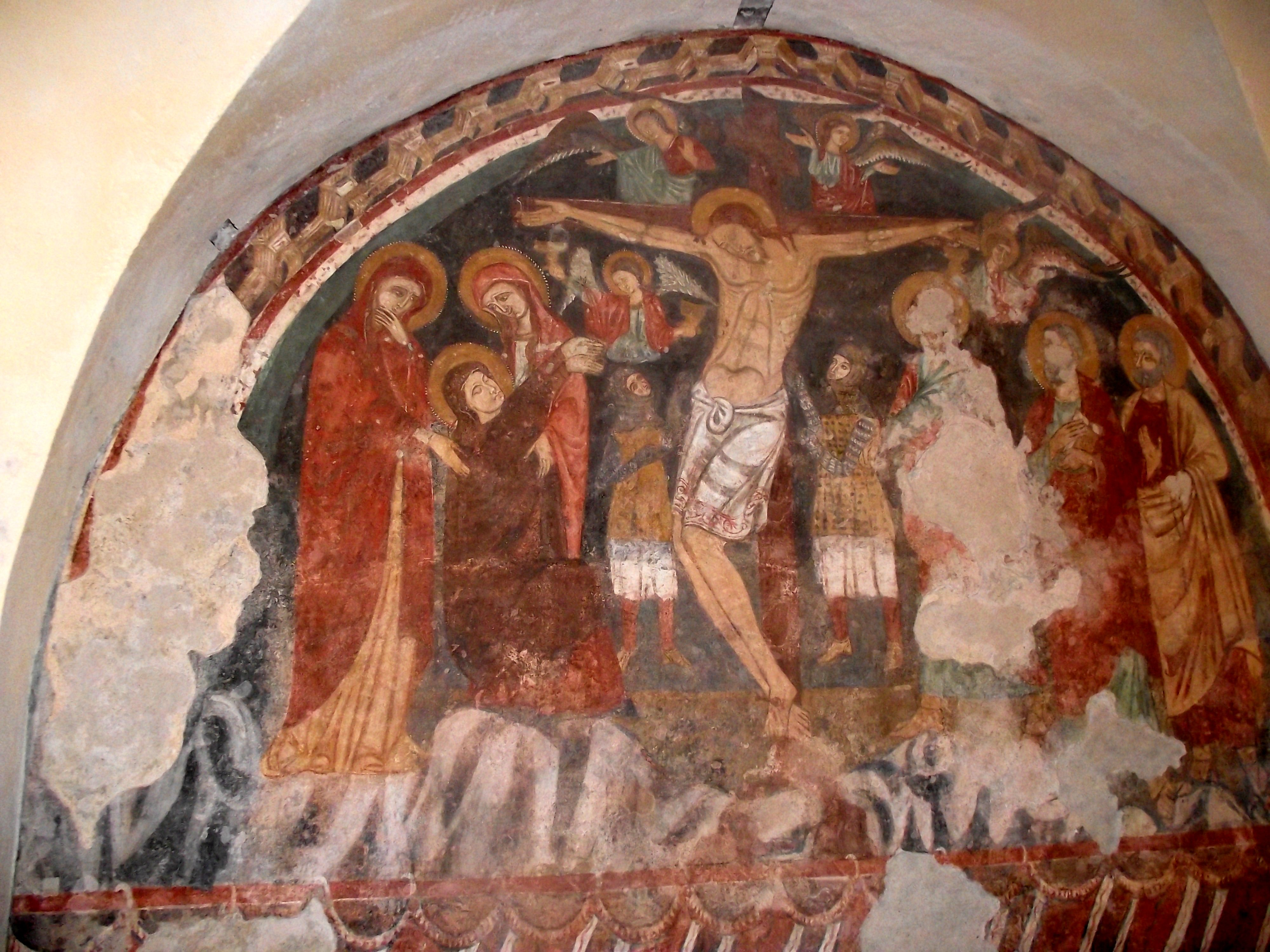
Crocifissione del 1200. Cripta de la "Chiesa del Santissimo Crocifisso", Salerno

La estructura es de tipo basílical, con tres ábsides y tres naves. Dentro se encuentran dos filas de arcos, sostenidos por seis columnas de época romana con capiteles y fustes diversificados. La fachada ha sido reestructurada y embellecida durante el siglo XX en dos ocasiones: en 1928 con una discutible restauración y en 1950. Al frente hay una plazoleta, construida tras la demolición de posiciones atrincheradas usadas durante el fascismo. También contemporáneo es el mosaico que se encuentra en el ábside, que reproduce el fresco de la crucifixión que se encuentra en la cripta.
La cripta, unida a una iglesia anterior al año 1000 (parecida a la cercana "Iglesia de Santa Maria de Lama") sobre la que se alzaron los cimientos de la actual, fue descubierta en 1950 aunque era usada como cementerio por las religiosas que usaban la iglesia. Tiene también tres naves y arcos aunque con bóveda de crucería. Se conservan restos de frescos entre los que destaca el de la crucifixión, datable en la primera mitad del siglo XIII por lo que resulta uno de los primeros testimonios de pintura gótica en esta parte de Italia.
Se ve en él por primera vez en la zona un intento de prospectiva gracias al uso de representaciones de personajes menores (con un tamaño menor) y de una cornisa falsa. La escena presenta una decoración geométrica que recuerda los códigos miniados; además, el Cristo está representado con los ojos cerrados, en una época en que, según la tradición bizantina, se usaba más el pintarlo con los ojos abiertos, que eran símbolo de la divinidad. Sobre el ábside izquierda se encuentra otro fresco que representa a tres santos: San Sixto, San Lorenzo y otro no reconocible.
La iglesia del Santissimo Crocifisso sufrió graves daños como producto del aluvión que golpeó la ciudad en 1954. El fresco quedó dañado a causa de la mayor humedad de la pared que, desde entonces, se ha seguido incrementando.